# Ministero dell'economia (Ucraina)
Il Ministero dell'economia dell'Ucraina (in ucraino Міністерство економіки України?, Ministerstvo ekonomiky Ukraïny) è un dicastero del gabinetto dei ministri responsabile della politica economica dell'Ucraina.
L'attuale ministro è Julija Svyrydenko, in carica dal 4 novembre 2021.

## Storia
Il ministero è stato istituito nel 1991 con l'indipendenza dell'Ucraina dall'Unione Sovietica. Tra il 2001 e il 2005 è stato ridenominato in Ministero dell'economia e dell'integrazione europea.
Il 9 dicembre 2010 è stato soppresso e sostituito dal Ministero dello sviluppo economico e del commercio, che nel 2019 ha assorbito anche il Ministero delle politiche agrarie e dell'alimentazione. Nel 2021 è stato ricostituito come Ministero dell'economia.

## Ministri

### Ministri dell'economia (1991-2001)
- Anatolij Minčenko (21 maggio 1991-29 febbraio 1992)
- Volodymyr Lanovyj (5 marzo-11 luglio 1992)
- Viktor Pynzenyk (27 ottobre 1992-13 aprile 1993)
- Jurij Bannikov (13 aprile-30 agosto 1993)
- Roman Špek (30 agosto 1993-3 luglio 1995)
- Vasyl' Hurejev (3 luglio 1995-25 febbraio 1997)
- Jurij Jechanurov (26 febbraio-25 luglio 1997)
- Viktor Suslov (25 luglio 1997-21 aprile 1998)
- Vasyl' Rohovyj (24 aprile 1998-31 dicembre 1999)
- Serhij Tihipko (31 dicembre 1999-5 luglio 2000)
- Vasyl' Rohovyj (9 agosto 2000-25 giugno 2001)
- Oleksandr Šlapak (10 luglio-30 agosto 2001)

### Ministri dell'economia e dell'integrazione europea (2001-2005)
- Oleksandr Šlapak (30 agosto 2001-30 novembre 2002)
- Valerij Choroškovs'kyj (30 novembre 2002-11 gennaio 2004)
- Mykola Derkač (11 gennaio 2004-3 febbraio 2005)
- Serhij Ter'ochin (4 febbraio-16 maggio 2005)

### Ministri dell'economia (2005-2010)
- Serhij Ter'ochin (16 maggio-27 settembre 2005)
- Arsenij Jacenjuk (27 settembre 2005-4 agosto 2006)
- Volodymyr Makucha (4 agosto 2006-21 marzo 2007)
- Anatolij Kinach (21 marzo-18 dicembre 2007)
- Bohdan Danylyšny (18 dicembre 2007-11 marzo 2010)
- Vasyl' Cuško (11 marzo-10 dicembre 2010)

### Ministri dell'economia (dal 2021)
- Oleksij Ljubčenko (21 maggio-3 novembre 2021)
- Julija Svyrydenko (dal 4 novembre 2021)